# Emil Kivirikko
Kaarlo Emil Kivirikko (till 1906 Stenroos), född 28 januari 1870 i Helsingfors, död där 26 april 1947, var en finländsk zoolog.
Kivirikko blev filosofie doktor 1900. Han var 1899–1905 lektor i naturalhistoria vid Sordavala reallyceum och 1905–1911 vid finska normallyceet i Helsingfors, där han 1911–1938 var överlärare. Han utgav det dåtida ornitologiska standardverket Suomen linnut (2 bandd, 1926–1927, 2:a upplaga 1947–1948), arbeten om Finlands ryggradsdjur, Suomen luurankoiset (1909) och Suomen selkärankaiset (1940), samt talrika läroböcker i zoologi och botanik.
Han erhöll professors titel 1930.